# Apohyale grandicornis
Apohyale grandicornis is een vlokreeftensoort uit de familie van de Hyalidae. De wetenschappelijke naam van de soort is voor het eerst geldig gepubliceerd in 1845 door Kroyer.